# ابن سابق الصقلي
أبو بكر محمد بن سابق الصقلي (ت 493هـ = 1100م) هو عالم مالكي المذهب الفقه[ ؟ ]ي، أشعري العقيدة، كان خبيرا بعلم الكلام، صنف البديع في فروع المالكية وتخريج ما لم يقع لهم منها على مذهبهم من تفاريع الشافعية.

## مؤلفات عنه
- من شيوخ الأشعرية بالأندلس: أبو بكر محمد بن سابق الصقلي (ت 493 هـ) : حياته، شيوخه، تلاميذه، آثاره.